# 스타뒷담화
스타 뒷담화는 온게임넷의 예능 프로그램이다. 온게임넷 해설위원들이 e스포츠계의 이슈들에 대해 이야기하는 내용을 담고 있으며, 시즌4(돌아온 뒷담화)를 엄재경, 박용욱, 김태형이 진행했다. 원래 출연했었던 강민은 현재 군입대로 인해 도중 하차했다. 돌아온 뒷담화는 7월 16일자로 종영을 하였다. 7월 24일에는 온게임넷 10주년 특집방송으로 온게임넷 중계진이 모여 뒷담화를 진행하기도 하였다. 그러다 2011년 12월, 톡 까놓는 포맷으로 톡 까놓고 뒷담화를 시작하였다.

## 역사

### 스타 뒷담화 시즌1
2006년 9월 12일부터 2007년 3월 31일까지 방영되었다. 처음엔 온게임넷의 e스포츠 정보 프로그램이었던 e스포츠 투데이의 한 코너로 시작하였으나, 방송의 인기가 높아지면서 그해 12월 26일에 단독 편성되었다. 스타리그 해설위원인 엄재경, 김태형이 진행하였다.

### 스타 뒷담화 시즌2
2007년 4월 26일부터 2008년 4월 3일까지 방영되었다. 시즌2부터는 엄재경, 김태형이 진행하던 기존의 '스타 뒷담화'가 1부, 김정민이 진행하는 '김정민의 스팀팩'이 2부에서 방영되었다.

### 스타 뒷담화 시즌3
2008년 4월 24일부터 2008년 8월 14일까지 정규 방영되었고, 2008년 11월 5일엔 인크루트 스타리그 결승 특집, 2009년 4월 3일엔 바투 스타리그 특집편이 방영되었다.
기존의 포맷에서 크게 변경되진 않았으나, 스타 뒷담화에선 특정 주제를 집중적으로 논하는 '애드온' 코너가 추가되었고, 김정민의 스팀팩에는 전 온게임넷 해설위원이었던 주훈이 출연, 명경기들의 리플레이를 분석하기도 했다.

### 돌아온 뒷담화 (스타 뒷담화 시즌4)
2009년 11월 27일, 온게임넷의 e스포츠 정보 프로그램이었던 e스포츠 센터(ESC)에서 '강박관념'이란 코너로 시작하였고, 2010년 1월 8일에 '돌아온 뒷담화'로 단독 편성되었다.
강박관념에선 강민, 박용욱이 진행을 맡았고, 돌아온 뒷담화로 개편되면서 엄재경이 합류하였다. 돌아온 뒷담화 3회엔 김태형이 출연했는데, 이후 방송분에도 연속으로 출연하면서 사실상 고정 멤버가 되었다.
- 방송기간 : 2009년 11월 27일 ~ 2010년 7월 16일
- 타이틀곡 : 송골매 - 여의도 광장

### 특집 뒷담화 스타2를 말하다
2011년 9월 21일 온게임넷에서 WCG 2011 한국대표 선발전 스타크래프트2 부문 중계를 하기 전에 엄재경, 전용준, 김정민이 진행한 뒷담화이다.
게스트로 스타크래프트2 프로게이머 이윤열이 참가하였다.

### 톡 까놓고 뒷담화
2011년 12월 7일부터 게임정보상황실 GP의 코너로 시작, 스타뒷담화의 엄재경과 김정민과 MBC게임의 해설자에서 온게임넷 프로리그 해설진으로 온 이승원 해설의 함류로 e스포츠 이야기를 하고 있다.

### 간만에 스타 뒷담화
2015년 6월 28일부터 매주 일요일 스베누 11차 소닉 스타리그 시즌2 직후에 방송한다.

## 코너

### 스타 뒷담화
온게임넷 해설위원들이 음식을 먹으면서 e스포츠에 대한 현안과 경기들에 대해 이야기하는 시간이다. 시즌3까지는 엄재경, 김태형이, 시즌4(돌아온 뒷담화)부터 엄재경, 강민, 박용욱이 진행을 맡고 있다.

### 김정민의 스팀팩 (시즌2~시즌3)
2007년 5월 3일, 스타 뒷담화 시즌2가 시작되면서 신설된 코너. 김정민 해설위원이 직접 만든 요리를 게스트와 같이 먹으면서 이야기하는 내용이다. 초창기엔 김정민 해설위원의 요리도 비중을 차지했으나, 안기효편(22회)부터는 토크 중심으로 컨셉이 변경되었다.

### 강민의 올드보이 (돌아온 뒷담화)
2010년 3월6일 신한은행 프로리그 09-10 위너스리그 공군ACE와 SK텔레콤T1과의 경기가 끝난뒤 프로게이머로 복귀하겠다는 강민 해설 의 차기 스타리그 예선 도전기를 다루고 있다
2010년 3월20일부터 방송시작
2010년 6월18일 방송종료(이유:강민해설의 군입대)

## 게스트 목록
| 스타 뒷담화 시즌1 |                  |                        |
| 회차              | 방영 일자        | 게스트                 |
| 03                | 2006년 9월 26일  | 김정민                 |
| 04                | 2006년 10월 3일  | 김정민, 박용욱, 이창훈 |
| 05                | 2006년 10월 10일 | 김정민, 박용욱, 이창훈 |
| 08                | 2006년 11월 7일  | 김정민                 |
| 09                | 2006년 11월 14일 | 김정민                 |
| 10                | 2006년 11월 21일 | 위영광                 |
| 11                | 2006년 11월 28일 | 한동욱, 김창선         |
| 12                | 2006년 12월 5일  | 이윤열, 김창선         |
| 13                | 2006년 12월 26일 | 김정민, 홍진호, 박정석 |
| 14                | 2007년 1월 2일   | 김정민                 |
| 16                | 2007년 1월 16일  | 이재균                 |
| 18                | 2007년 1월 30일  | 김정민                 |

| 스타 뒷담화 시즌2 |                  |                        |                 |
| 회차              | 방영 일자        | 게스트 (뒷담화)        | 게스트 (스팀팩) |
| 01                | 2007년 4월 26일  | 김정민                 |                 |
| 02                | 2007년 5월 3일   |                        | 김태형          |
| 03                | 2007년 5월 10일  | 김정민                 | 조규남          |
| 04                | 2007년 5월 17일  |                        | 조규남          |
| 05                | 2007년 5월 24일  |                        | 이재항          |
| 06                | 2007년 5월 31일  |                        | 이재항          |
| 07                | 2007년 6월 7일   |                        | 강민            |
| 08                | 2007년 6월 14일  |                        | 강민            |
| 09                | 2007년 6월 21일  | 조정웅                 | 이지호          |
| 10                | 2007년 6월 28일  |                        | 이지호          |
| 11                | 2007년 7월 5일   |                        | 박태민          |
| 12                | 2007년 7월 12일  |                        | 박태민          |
| 13                | 2007년 7월 19일  |                        | 김가을          |
| 14                | 2007년 7월 26일  | 김준영, 이재균         | 김가을          |
| 15                | 2007년 8월 2일   | 김정민                 |                 |
| 17                | 2007년 8월 16일  | Dustin Browder         |                 |
| 18                | 2007년 9월 13일  |                        | 이윤열          |
| 19                | 2007년 9월 20일  |                        | 이윤열          |
| 20                | 2007년 9월 27일  | 남정석                 | 박성준          |
| 21                | 2007년 10월 4일  | 조규남, 주훈, 이재균   | 박성준          |
| 22                | 2007년 10월 11일 | 송병구, 김가을         | 안기효          |
| 23                | 2007년 10월 18일 |                        | 안기효          |
| 24                | 2007년 10월 25일 |                        | 변성철          |
| 25                | 2007년 11월 1일  |                        | 변성철          |
| 26                | 2007년 11월 8일  | 조승연                 | 서지수          |
| 27                | 2007년 11월 15일 | 심현                   | 서지수          |
| 28                | 2007년 11월 22일 | 김정민                 |                 |
| 29                | 2007년 11월 29일 |                        | 박지호          |
| 30                | 2007년 12월 6일  | 장진수                 | 박지호          |
| 31                | 2007년 12월 13일 |                        | 서지훈          |
| 32                | 2007년 12월 20일 |                        | 서지훈          |
| 33                | 2007년 12월 27일 | 이제동, 김정민         |                 |
| 특집              | 2008년 1월 13일  | 이재호, 진영수, 윤용태 |                 |
| 36                | 2008년 1월 24일  |                        | 이승훈          |
| 37                | 2008년 1월 31일  | 주훈                   | 이승훈          |
| 38                | 2008년 2월 14일  | 김정민                 |                 |
| 39                | 2008년 2월 21일  | 김정민                 |                 |
| 40                | 2008년 2월 28일  |                        | 홍진호          |
| 41                | 2008년 3월 6일   |                        | 홍진호          |
| 42                | 2008년 3월 13일  | 김정민                 |                 |
| 43                | 2008년 3월 20일  | 김정민                 | 김동건          |
| 44                | 2008년 3월 27일  | 이제동, 조정웅         |                 |

| 스타 뒷담화 시즌3 |                 |                 |                        |
| 회차              | 방영 일자       | 게스트 (뒷담화) | 게스트 (스팀팩)        |
| 01                | 2008년 4월 24일 | 김정민          |                        |
| 02                | 2008년 5월 1일  | 박성준          |                        |
| 04                | 2008년 5월 15일 | 심현            | 박찬수, 박명수, 성승헌 |
| 05                | 2008년 5월 22일 | 송병구, 허영무  | 박찬수, 박명수, 성승헌 |
| 06                | 2008년 5월 29일 |                 | 주훈                   |
| 07                | 2008년 6월 5일  |                 | 오영종, 주훈           |
| 08                | 2008년 6월 12일 | 심현, 김정민    |                        |
| 09                | 2008년 6월 19일 |                 | 오영종                 |
| 10                | 2008년 6월 26일 |                 | 주훈                   |
| 11                | 2008년 7월 3일  |                 | 주훈                   |
| 13                | 2008년 7월 17일 | 박성준, 김정민  | 박태민, 김택용         |
| 15                | 2008년 7월 31일 |                 | 백지현, 성승헌         |
| 16                | 2008년 8월 7일  |                 | 심현, 주훈             |
| 특집              | 2008년 11월 5일 | 송병구          |                        |
| 특집              | 2009년 4월 3일  | 박성준, 송병구  |                        |

| 돌아온 뒷담화 (강박관념 포함) |                  |                        |
| 회차                          | 방영 일자        | 게스트                 |
| pre                           | 2009년 12월 4일  | 전태규                 |
| pre                           | 2009년 12월 11일 | 김명운                 |
| pre                           | 2009년 12월 18일 | 서연지                 |
| pre                           | 2009년 12월 25일 | 박용운, 이지훈         |
| 03                            | 2010년 1월 22일  | 이영호, 김태형         |
| 04                            | 2010년 1월 29일  | 김태형 (이후 연속출연) |
| 08                            | 2010년 2월 26일  | 이윤열                 |

| 특집 뒷담화 스타2를 말하다 |                 |        |
| 회차                       | 방영 일자       | 게스트 |
| 특집                       | 2011년 9월 21일 | 이윤열 |

| 톡 까놓고 뒷담화 |                  |        |
| 회차             | 방영 일자        | 게스트 |
| 01               | 2011년 12월 5일  | 이제동 |
| 02               | 2011년 12월 12일 | 이제동 |
| 03               | 2011년 12월 19일 | 김태형 |
| 04               | 2011년 12월 26일 | 김태형 |
| 05               | 2011년 1월 2일   | 송병구 |
| 06               | 2011년 1월 9일   | 송병구 |

## 특이사항

### 스팀팩의 저주
김정민의 스팀팩에 출연한 게스트들이 방송 이후 부진에 빠지거나 안좋은 일을 겪게 된 징크스를 말한다.

#### 저주 리스트
- 이재항 e스타즈 서울 2007 스타크래프트 256강 조기 탈락
- 조규남 신한은행 프로리그 2007 전기리그 포스트 시즌 진출 좌절
- 강민 방송 후 곰TV MSL 시즌2 탈락, 신한은행 프로리그 2007 후기리그에서 1승 9패로 부진을 겪은 후 은퇴
- 이지호 신한은행 프로리그 2007 후기리그 11위로 마감
- 박태민 곰TV MSL 시즌2 탈락
- 김가을 신한은행 프로리그 2007 후기리그에서 연패를 거듭하며 11위까지 떨어짐, 무패행진을 달리던 팀플레이 성적이 저조해짐
- 이윤열 2시즌 연속 양대 개인리그 전패 탈락, 양대 개인리그 본선 13연패
- 박성준 방송 직후 곰TV MSL 시즌3 탈락, EVER 스타리그 2007 16강 탈락
- 안기효 EVER 스타리그 2007 16강 전패 탈락
- 서지수 서바이버 토너먼트 예선전 조기 탈락, STX Soul 계열사 사장 구속
- 박지호 프로토스전 12연패 중이던 이성은에게 패배, 프로리그 에이스 결정전 11연승 중 패배
- 서지훈 MSL, 스타리그에서 모두 탈락하며 양대 PC방 행
- 박명수 EVER 스타리그 2008 탈락, 이후 인크루트 스타리그 36강에서 전상욱에게 패하며 PC방 행
- 박찬수 EVER 스타리그 2008 4강에서 역스윕으로 탈락, 이후 서바이버 토너먼트 탈락
- 김택용 프로리그 플레이오프에서 2패, SK 텔레콤 T1 탈락
- 오영종 곰TV 클래식 탈락, 감독과의 불화설, 공군 ACE 입대

### 뒷담화 선정 명경기
2007년 8월 26일, 스타 뒷담화 1010 SUNDAY의 일환으로 명경기를 선정했다.
- 1위 김준영 vs 변형태 (Daum 스타리그 결승 5경기)
- 2위 송병구 vs 이영호 (Daum 스타리그 3,4위전 2경기)
- 3위 김택용 vs 진영수 (Daum 스타리그 16강)
- 4위 김동건 vs 이제동 (2007 듀얼 토너먼트 시즌2)
- 5위 이영호 vs 최연성 (Daum 스타리그 16강)
- 6위 변형태 vs 마재윤 (Daum 스타리그 8강 1경기)
- 7위 이영호 vs 김준영 (Daum 스타리그 4강 2경기)
- 8위 박성준 vs 김택용 (2007 듀얼 토너먼트 시즌2)
- 9위 박정석 vs 변형태 (Daum 스타리그 16강)
- 10위 안기효 vs 이성은 (스타 챌린지 2007 시즌1 시드 결정전 6강 2경기)
- 11위 오충훈 vs 박찬수 (2007 듀얼 토너먼트 시즌2 A조 승자전)

### 스타 뒷담화 어워드
2008년 1월 13일, 스타 뒷담화 데이에서 해설자들이 뽑은 명경기 경기 베스트 5, OME경기 등 5개 부문을 선정했다.
- 해설자들이 뽑은 명경기 경기 베스트 5
  - 이제동 vs 송병구 (EVER 스타리그 2007 결승 2경기)
  - 임요환 vs 구성훈 (신한은행 프로리그 2007 후기리그)
  - 김택용 vs 마재윤 (EVER 스타리그 2007 8강 3경기)
  - 송병구 vs 이영호 (EVER 스타리그 2007 8강 3경기)
  - 박영민 vs 염보성 (스타 챌린지 2007 시즌2 시드 결정전 결승 5경기)
- 해설자들이 뽑은 OME경기 송병구 vs 윤용태 (신한은행 프로리그 2007 후기리그)
- 관심상 이재호
- 님하 아쉽상 진영수
- 음모상 윤용태